# Bethlehem, New York
Bethlehem är en kommun i Albany County i den amerikanska delstaten New York. Orten grundades den 12 mars 1793.

## Kända personer från Bethlehem
- Rufus Bullock, politiker
- James A. McDougall, politiker
- Ephraim George Squier, arkeolog